# Lukáš Přinda
Lukáš Přinda es un deportista checo que compitió en piragüismo en la modalidad de eslalon. Ganó una medalla de plata en el Campeonato Mundial de Piragüismo en Eslalon de 2010 y dos medallas de oro en el Campeonato Europeo de Piragüismo en Eslalon, en los años 2010 y 2011.

## Palmarés internacional
| Campeonato Mundial | Campeonato Mundial      | Campeonato Mundial | Campeonato Mundial |
| Año                | Lugar                   | Medalla            | Competición        |
| ------------------ | ----------------------- | ------------------ | ------------------ |
| 2010               | Liubliana (Eslovenia)   | Medalla de plata   | C2 por equipos     |
| Campeonato Europeo |                         |                    |                    |
| Año                | Lugar                   | Medalla            | Competición        |
| 2010               | Bratislava (Eslovaquia) | Medalla de oro     | C2 por equipos     |
| 2011               | Seo de Urgel (España)   | Medalla de oro     | C2 por equipos     |